# Жмудські старости

Жмудські (генеральні) старости, староста жмудський — місцевий урядник у Жмудському (самогітському) старостві Великого князівства Литовського, намісник короля та великого князя. Він був членом Ради Великого князівства Литовського, а після Люблінської унії (1569 р.) сидів у сенаті Речі Посполитої, після воєводи ленчицького воєводства.
Старости обіймали посади ще в XV ст. при Жмудському князівстві, що управлялося жмудськими старостами після передачі Жмуді (1 лютого 1411 р.) Тевтонським орденом під владу великих князів литовських.
- Румбольд Волімонтович (1409/1411—1413)
- Кезгайло Волімонтович (1412—1432)
- Гойлімін Надобович (1433—1434)
- Монтовт (Контовт, 1435—1439)
- Кезгайло Волімонтович (1440—1441)
- Контовт (Гедигольд)
- Кезгайло Волімонтович (1445—1448)
- Ян Кезгайлович (1449—1485)
- Станіслав Янович Кезгайло (1486—1527)
- Станіслав Кезгайло (1527—1532)
- Петро Станіславович Кишка (1532—1534)
- Ян Радзивіл (1535—1542)
- Матей Войтехович Клочко (1542—1543)
- Юрій Марцинович Білевич (1543—1544)
  - Після смерті Білевича самогітська шляхта обрала Станіслава Миколайовича Кезгайла головою уряду, але король не затвердив його кандидатуру.
- Єроним Ходкевич (1545—1561)
  - Посада вакантна (1561—1563), у 1563 р. згадується Григорій Олександрович Ходкевич, на той час польний гетьман та троцький каштелян.
- Ян Єронім Ходкевич (1563—1579)
- Ян Кишка (1579—1589)
- Юрій Ходкевич (1590—1595)
- Станіслав Радзивілл (1595—1599)
- Ян-Кароль Ходкевич (1599—1616)
  - Уряд був вакантним у 1616—1619 роках
- Станіслав III Кішка (1619)
- Ієронім Волович (1619—1636)
  - Уряд був вакантним у 1636—1643 роках
- Ян Альфонс Ляцький (1643—1646)
- Януш Радзивіл (1646—1653)
- Юрій Кароль Глібович (1653—1668)
- Олександр Гілярій Полубинський (1668—1669)
- Віктор Костянтин Млечко (1670—1679)
  - Уряд був вакантним у 1679—1681 роках
- Казимир Ян Сапега (1681—1682)
  - Уряд був вакантним у 1682—1684 роках
- Петро Михайло Пац (1684—1696)
  - Уряд був вакантним у 1696—1698 роках
- Григорій Антоній Огінський (1698—1709)
- Казимир Заранек Горбовський (1710—1729)
  - Уряд був вакантним у 1729—1742 роках
- Юзеф Бенедикт Тишкевич (1742—1754)
  - Уряд був вакантним у 1754—1765 роках
- Ян Миколай Ходкевич (1765—1781)
  - Уряд був вакантним у 1781—1783 роках
- Антоній Онуфрій Гелгуд (1783—1795)